# Jean-Baptiste Lafond
Jean-Baptiste Lafond (Bègles, 29 dicembre 1961) è un ex rugbista a 15 e dirigente sportivo francese, che legò gran parte della sua carriera agonistica come tre quarti ala (talora estremo) al Racing club di Parigi.

## Biografia
Da sempre al Racing Club di Parigi, verso la fine degli anni ottanta formò con Rousset, Blanc, Guillard e Mesnel una linea di tre quarti definita Les Showbizz per la loro spettacolarità di gioco.
Il culmine della carriera fu nel 1990 con la conquista del campionato francese ottenuta battendo in finale l'Agen per 22-12.
Esordì in Nazionale nel novembre 1983 in un test match contro l'Australia, e prese parte al suo primo Cinque Nazioni nel 1986: fu, quello, il primo di otto tornei consecutivi, con cinque vittorie (quattro delle quali consecutive): due ex aequo rispettivamente con Scozia e Galles, due vittorie in solitaria e un Grande Slam (1987).
Prese anche parte alla Coppa del Mondo di rugby 1991, scendendo in campo in quattro incontri e realizzando una meta.
Dopo il ritiro, tra le altre attività, ha ricoperto quella di vicepresidente del Racing Club de France, la polisportiva nella cui sezione rugbistica militò da giocatore.
Lafond vanta diversi inviti nella prestigiosa selezione britannica dei Barbarians, il più recente dei quali in occasione dell'incontro del 12 aprile 1993 contro lo Swansea, in cui segnò tre mete e ne trasformò una.

## Palmarès
- Campionati francesi: 1
Racing Club: 1989-90